# Magdalena Ziętara
Magdalena Ziętara (ur. 1 października 1992 w Warszawie) – polska koszykarka grająca na pozycji rzucającej, obecnie zawodniczka Polskiego Cukru AZS-UMCS Lublin.

## Życiorys

### Kariera juniorska
Jest wychowanką Pivotu Piastów, w którym występowała w latach 2002-2006. Następnie w latach 2006-2008 grała w Liderze Pruszków, z którego przeszła do MUKS Poznań. Po dwóch latach spędzonych w Poznaniu przeszła do zespołu Lotosu Gdynia. Do najważniejszych sukcesów młodzieżowych należą: dwa złote medale Mistrzostw Polski juniorek (2009, 2010), srebrny medal mistrzostw Polski juniorek starszych (2010) i trzy brązowe medale: dwa z mistrzostw Polski juniorek starszych (2011, 2012) i jeden z mistrzostw Polski juniorek (2008).

### Kariera seniorska
Od 2008 roku Magdalena Ziętara grała w ekstraklasowym zespole MUKS Poznań, z którym zajęła 9. (sezon 2008/09) i 13. miejsce (sezon 2009/10). Po spadku zespołu z PLKK podpisała kontrakt z ówczesnym Mistrzem Polski - zespołem Lotosu Gdynia. Z Gdyniankami zajęła 4. miejsce w sezonie 2010/11. 
W sezonach 2013/2014 i 2014/2015 występowała w słowackim zespole Good Angels Koszyce.
W styczniu 2015 roku przeniosła się do zespołu Wisły Can-Pack Kraków. Na parkiecie występowała z numerem 24. W następnym sezonie 2015/2016 występowała z numerem 7. W kolejnym sezonie pod Wawelem 2017/18 została kapitanem drużyny występując nadal z numerem 7. Z Wisłą zdobyła dwa Mistrzostwa Polski i dwa Puchary Polski.
5 maja 2018 podpisała umowę na kolejny sezon z Wisłą Can-Pack Kraków.
16 lipca 2020 została zawodniczką Energi Toruń. 15 października 2021 dołączyła do niemieckiego zespołu Inexio Royals Saarlouis. 11 lipca 2022 podpisała kontrakt z Polskim Cukrem AZS-UMCS Lublin.

### Kariera reprezentacyjna
Magdalena Ziętara była reprezentantką Polski we wszystkich kategoriach młodzieżowych. W 2008 zajęła 6. miejsce na mistrzostwach Europy kadetek. W 2009 wraz z reprezentacją Polski juniorek zajęła 12. miejsce wśród drużyn ze Starego Kontynentu, a rok później - 11. W 2011 roku Magdalena Ziętara znacząco przyczyniła się do zdobycia brązowego medalu Mistrzostw Europy Juniorek Starszych.

## Osiągnięcia
Stan na 4 lutego 2024, na podstawie, o ile nie zaznaczono inaczej.
Drużynowe
- Mistrzyni:
  - Polski (2023)[8]
  - Słowacji (2014, 2015)[9][10]
  - Polski (2015, 2016)[11]
  - Polski juniorek (2009, 2010)
- Wicemistrzyni:
  - Polski (2017)[12]
  - Polski juniorek starszych (2010 – MUKS Poznań)
- Brązowa medalistka mistrzostw Polski:
  - juniorek starszych (2011, 2012)
  - juniorek (2008)
- Zdobywczyni pucharu:
  - Polski (2015, 2017)[11][13]
  - Słowacji (2014, 2015)[9][10]
- Zwyciężczyni II Memoriału Franciszki Cegielskiej i Małgorzaty Dydek - Gdynia Super Team (2017)[14]
- Finalistka Pucharu Polski (2018[15], 2024[16])
- Uczestniczka rozgrywek Euroligi (2010–2012, 2013–2018)

Indywidualne
- Zaliczona do I składu pucharu Polski (2018)[17]
- Liderka ligi słowackiej w przechwytach (2015)[10]
- MVP mistrzostw Polski juniorek (2010)[18]

Reprezentacja
- Brązowa medalistka mistrzostw Europy U–20 (2011)
- Uczestniczka:
  - mistrzostw Europy:
    - U–20 (2011, 2012 – 10. miejsce)
    - U–18 (2009 – 12. miejsce, 2010 – 11. miejsce)
    - U–16 (2008 – 6. miejsce)

  - kwalifikacji do Eurobasketu (2015)
- Liderka Eurobasketu U-18 w asystach (2009)